# Pięciostawiańska Kopa
Pięciostawiańska Kopa (słow. Pfinnova kopa, Pfinova kopa, Pfinnovo vyhľadisko, Pfinnov vyhľad, niem. Pfinnkuppe, Pfinn-Aussicht, węg. Pfinn-kilátó) – bula kończąca grzbiet Lodowej Grani oddzielający Dolinę Pięciu Stawów Spiskich od Dolinki Lodowej (dwie odnogi górnej części Doliny Małej Zimnej Wody) w słowackich Tatrach Wysokich. Wznosi się na wysokość 2121 m n.p.m. i od sąsiedniej Pięciostawiańskiej Czuby oddzielona jest Skrajnym Lodowym Przechodem. U wschodnich jej podnóży znajduje się Wielki Staw Spiski.
Słowacka nazwa szczytu upamiętnia Jozefa Pfinna – inżyniera kolejnictwa, propagatora turystyki tatrzańskiej, autora kontrowersyjnego pomysłu kolejki zębato-linowej na Rysy na przełomie XIX i XX wieku.
Pierwsze wejścia:
- latem: József Déry, być może z towarzyszami, około sierpnia 1900 r.,
- zimą: Jenő Serényi i Zoltán Votisky, 13 kwietnia 1914 r.[1]

## Szlaki turystyczne
Stokami Pięciostawiańskiej Kopy prowadzą dwa szlaki turystyczne.
  – żółty od Schroniska Téryego na Czerwoną Ławkę, a stamtąd do Schroniska Zbójnickiego w Dolinie Staroleśnej.
- Czas przejścia od schroniska Téryego na Czerwoną Ławkę: 1:30 h
- Czas przejścia z Czerwonej Ławki do Schroniska Zbójnickiego: 1:45 h

  – zielony wspólnie z żółtym do rozdroża w Dolince Lodowej, stąd na Lodową Przełęcz. Czas przejścia od schroniska Téryego na Lodową Przełęcz: 1:30 h, ↓ 1:10 h, od rozdroża 45 min, ↓ 35 min.

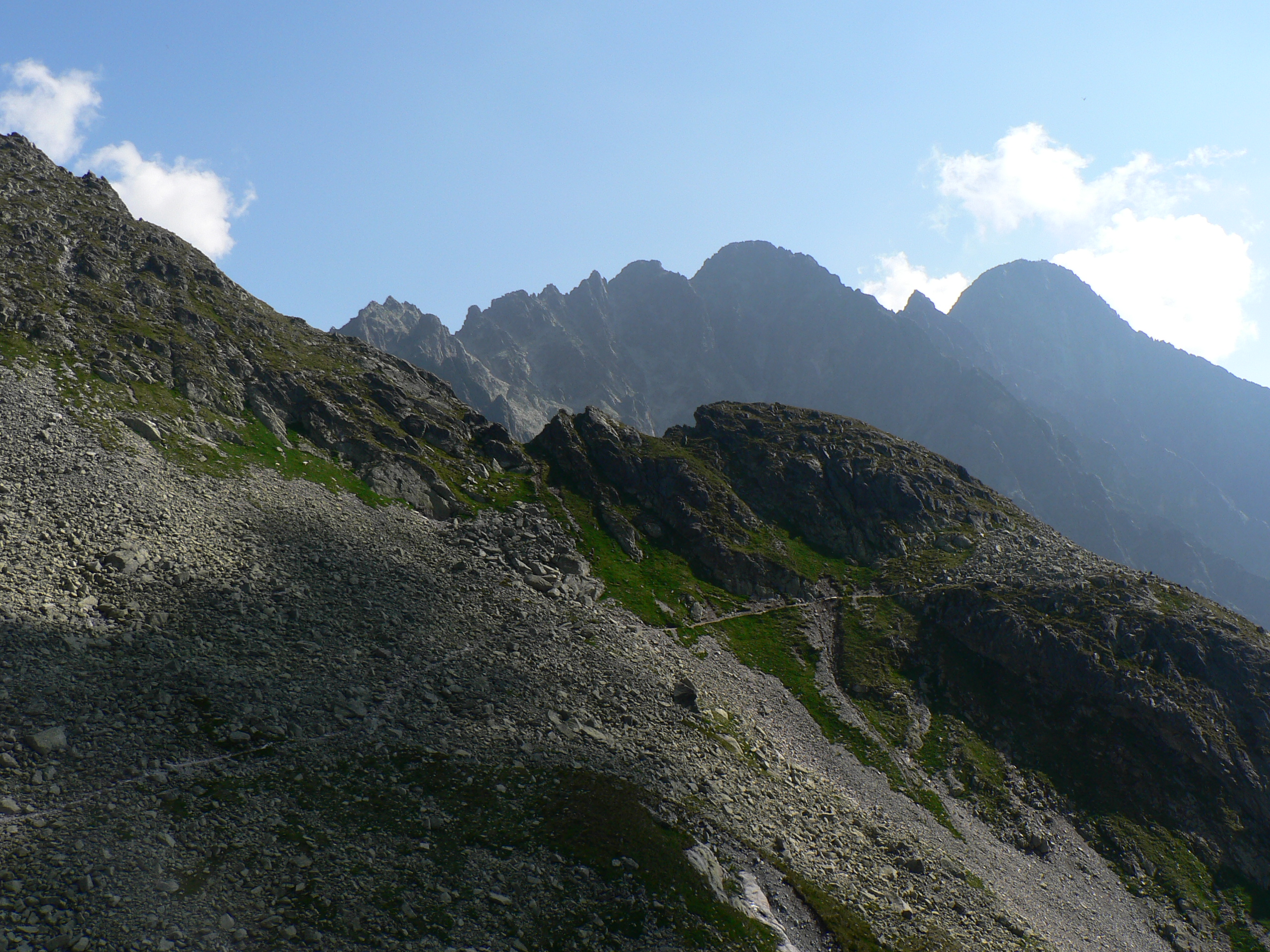
Pięciostawiańska Kopa, za nią Spiska Grzęda, Durny Szczyt i Łomnica